# Walter Hunziker (Physiker)

Walter Hunziker (1997)

 Walter Hunziker  (* 9. November 1935 in Aarau; † 9. September 2012) war ein Schweizer Physiker und Hochschullehrer. Seine Forschungsgebiete waren die Quantenmechanik, statistische Mechanik und Streutheorie.

## Leben und Werk
Hunziker erhielt mit neunzehn Jahren das Maturitätszeugnis Typus C an der Kantonsschule und begann 1954 das Studium an der Abteilung für Mathematik und Physik der ETH Zürich. 1959 erhielt er das Diplom in Physik und war anschliessend Assistent für theoretische Physik bei Professor Res Jost an der ETH. 1961 promovierte er dort mit der Dissertation: Regularitätseigenschaften der Streuamplitude im Fall der Potentialstreuung. Von 1963 bis 1965 war er Postdoc an der Princeton University. Danach forschte er an der ETH, wo er 1965 Assistenzprofessor, 1969 Associate Professor und von 1972 bis zu seinem Ruhestand 2001 Professor war. Zu seinen Doktoranden gehörten unter anderen Dieter Imboden, Volker Bach, Jürg Fröhlich, Michael Loss, Gian Michele Graf.

## Veröffentlichungen (Auswahl)
- Resonances, metastable states and exponential decay laws in perturbation theory, Communications in Mathematical Physics volume 132, 1990
- Mathematical theory of N-body quantum systems, 1997
- mit Laura Cattaneo, Gian Michele Graf:  A General Resonance Theory Based on Mourre’s Inequality, Annales Henri Poincaré volume 7, 2006